# System energetyczny Białorusi

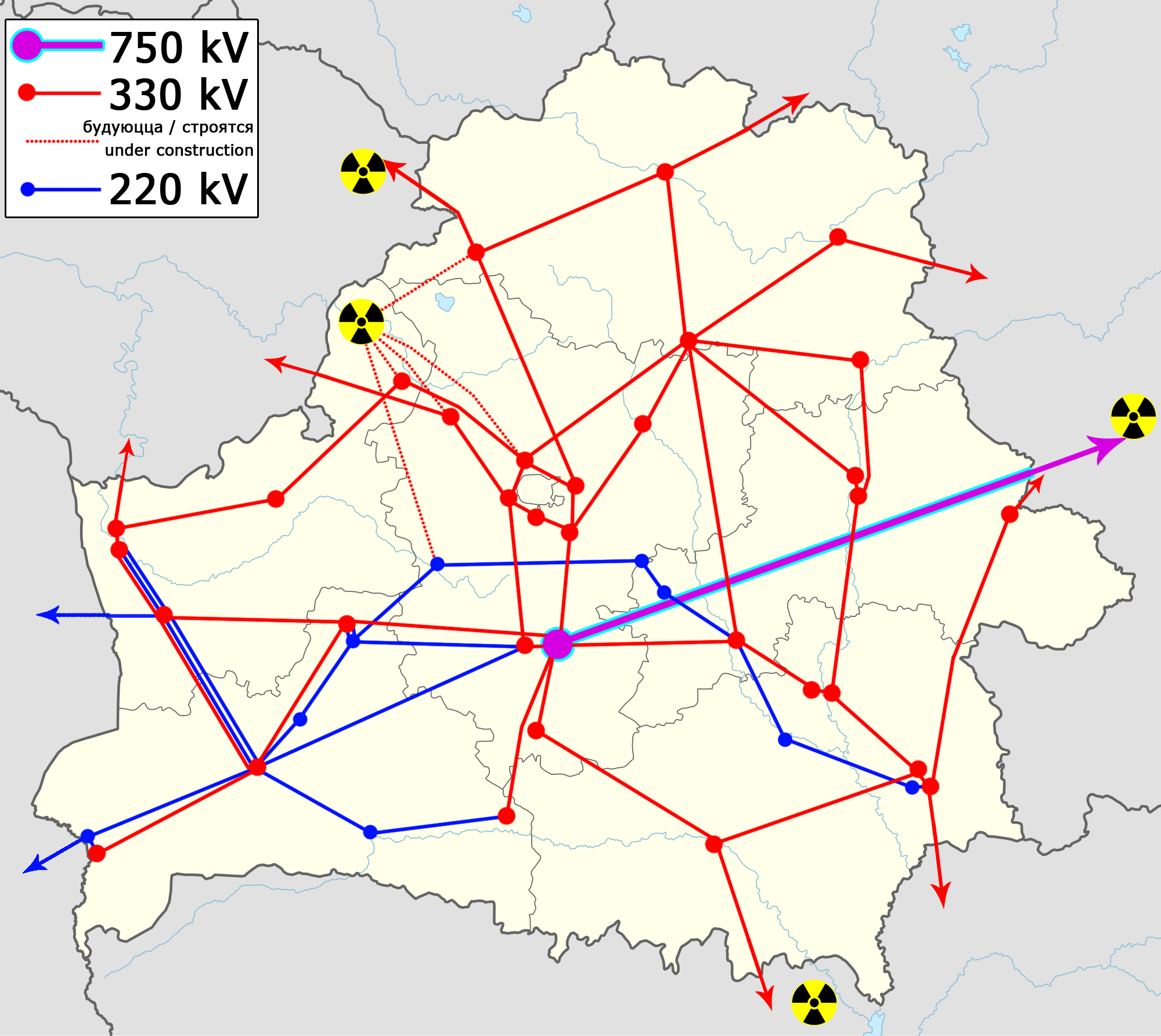
Linie energetyczne (220, 330 i 750 kV) na Białorusi

System energetyczny Białorusi – funkcjonujący na terenie Białorusi zbiór urządzeń przeznaczonych do wytwarzania, przesyłu, rozdziału, magazynowania i użytkowania energii elektrycznej, połączonych ze sobą funkcjonalnie w system umożliwiający realizację dostaw energii elektrycznej na terenie kraju w sposób ciągły i nieprzerwany.

## Historia
Organizację systemu energetycznego na Białorusi rozpoczęto w 1931 roku. Zarządzało nim powołane 15 maja 1931 roku przedsiębiorstwo Belenergo. W 1933 roku uruchomiono pierwszą elektrownię w Mohylewie. Podczas II wojny światowej prawie cały system energetyczny na Białorusi został zniszczony. Po wojnie odbudowano stare i zbudowane nowe elektrownie. W 1965 roku, po zakończeniu budowy linii przesyłowych zakończono budowę systemu, a linią napowietrzną 330 kV Mińsk–Wilno przyłączono Białoruś do Jednolitego Systemu Energetycznego europejskiej części ZSRR.
W 2012 roku został przyjęty przez rząd program rozwoju systemu energetycznego do 2016 roku. Jego celem była modernizacja istniejących elektrowni i elektrociepłowni, likwidacja nieefektywnych zakładów i budowa nowych. Planowano dywersyfikację źródeł energii i zmniejszenie do 2020 roku zużycie gazu o 7 mld m³ rocznie. Białoruś importuje z Rosji około 8–9% energii za pośrednictwem firmy Intier RAO JeES. W 2011 roku, gdy podpisano umowę z Gazpromem o sprzedaży firmie 50% akcji Biełtransgazu Rosja otrzymała prawo do kontroli eksportu energii wytworzonej poprzez spalanie rosyjskiego gazu poza granice Unii Celnej. W marcu 2011 roku powstała spółka Energoconnect, w której udziały mają Biełenergo i rosyjski Intier RAO JeES. Ma ona zajmować się eksportem białoruskiej i rosyjskiej energii. Obie firmy mają po połowie udziałów w spółce. W 2013 roku rozpoczęto budowę białoruskiej elektrowni jądrowej w Ostrowcu. Pierwszy blok został uruchomiony w 2020 roku, ale wkrótce wstrzymano jego pracę z powodu awarii. Elektrownia o mocy 1200 MW ma mieć dwa bloki. Uruchomienie drugiego zaplanowano w 2022 roku.

## Struktura
Sieć obejmuje elektrownie, kotłownie, sieci elektryczne i ciepłownicze. Energetyka słoneczna, która w 2013 i 2014 była w początkowej fazie rozwoju w kolejnych latach szybko się rozwijała. W 2011 roku w ramach rozwoju energetyki wiatrowej otwarto pierwszą elektrownię wiatrową. System jest zarządzany przez SPO Biełenergo, które w 2015 roku kontrolowało 90% rynku. Prąd jest produkowany głównie w elektrowniach zasilanych gazem. W 2014 roku łączna moc wynosiła 9221,2 MW, z czego 8478,4 MW produkowały elektrownie cieplne, 26,3 MW elektrownie wodne, 1,5 MW jedna elektrownia wiatrowa, a 715 MW mogły wyprodukować elektrociepłownie przemysłowe. Białoruski system energetyczny ma połączenia z systemami Rosji, Litwy i Ukrainy. Z Rosją Białoruś jest połączona 4 liniami, w tym jedyna linia 750 kV prowadzi z elektrowni atomowej w Smoleńsku i 3 linie 330 kV. Cztery linie przesyłowe 330 kV, w tym linie z Ignalińskiej Elektrowni Jądrowej, która została zamknięta w 2009 roku oraz kilka 110 kV Litwa planuje wyłączyć do 2025 roku. Z Ukrainą Białoruś łączy 1 linia Czernichów – Homel 330 kV. Istnieje też nieczynna linia z Czarnobyla. Białoruski system energetyczny posiadał połączenia z Polską poprzez linię Białystok – Roś 220 kV, którą zarządzał PSE oraz prywatna linia Brześć – Wólka Dobryńska 110 kV zarządzana przez PGE Dystrybucja w Lublinie.